# Izmjenična električna struja
Izmjenična električna struja ili izmjenična struja je ona električna struja kojoj se smjer mijenja u vremenu. Pri promjenljivom strujanju električnog naboja struja je promjenljiva, a njezine vrijednosti mogu se za svaki trenutak vremena saznati ako je poznat grafički prikaz tih promjena u koordinatnome sustavu (i, t) ili ako je zadan analitički izraz i = f (t) promjene struje s vremenom. Od svih promjenljivih struja najveću važnost za elektrotehniku imaju periodično promjenljive struje, a to su one kod kojih se promjene stalno ponavljaju u određenim vremenskim razmacima ili intervalima. Trajanje jedne potpune promjene zove se period i označuje se slovom T. Ako periodično promjenljiva struja mijenja osim jakosti još i smjer, naziva se izmjeničnom strujom. Osim periodom T može se promjenljivost izmjeničnih struja označiti i brojem titraja u jednoj sekundi i taj se broj naziva frekvencijom izmjenične struje f: 
{\displaystyle f={\frac {1}{T}}}
Budući da se svaka periodično promjenljiva struja može, prema Fourierovu pravilu, rastaviti u niz komponenata, to je za proučavanje izmjeničnih struja vrlo bitno poznavanje zakona kojima podliježe sinusoidna izmjenična struja. Analitički je izraz za sinusoidnu izmjeničnu struju i: 
{\displaystyle i=I_{\mathrm {max} }\cdot \sin(\omega t)}
gdje je: Imax - amplituda struje; ω = 2∙π∙f - kružna frekvencija. Aritmetička srednja vrijednost sinusoidne struje jednaka je nuli, ali kvadratna srednja vrijednost o kojoj ovise učinci izmjenične struje jednaka je:
{\displaystyle I={\frac {I_{\mathrm {max} }}{\sqrt {2}}}=0,707\cdot I_{\mathrm {max} }}
i naziva se efektivnom vrijednosti.

## Pojam električne struje
Električna struja je usmjereno protjecanje nosioca električnih naboja, pri čemu najčešće mislimo na protjecanje elektrona kroz metalne vodiče, ali to također može biti i protjecanje iona u disociranim otopinama (elektrolitska disocijacija), prelet nabijenih čestica (na primjer alfa-čestica i beta-čestica) kroz vakuum, pomicanje šupljina u poluvodičima i drugo. Ako to protjecanje vremenom mijenja smjer, tada je to izmjenična električna struja. Nije potrebno da iznos ili smjer te struje bude u vremenu pravilan niti simetričan u oba smjera.
Najčešće se pod izmjeničnom strujom ipak podrazumjeva simetričan oblik, kod kojega su oblici struje dok teče u svakom od smjerova jednaki po svemu osim po smjeru. Kako su i trajanja toka struje u svakom od smjerova jednake, onda se ta trajanja zovu poluperiode koje zajedno čine cjelinu koja se ponavlja - periodu. Takav oblik struje se može matematički prikazati i kao zbroj niza struja (zvanih harmonici) sinusnog oblika. Ta se činjenica koristi za olakšavanje izračuna, jer se gotovi izračuni za sinusni oblik odgovarajuće primjenjuju i na druge oblike struje.

### Sinusoidna izmjenična struja
Sinusoidna izmjenična struja može se upotrijebiti za stvaranje topline u elektrotermičkim aparatima, jer je za proizvodnju topline svejedno u kojem smjeru prolazi struja kroz otporni grijač, a računski se to vidi po tome što prema Jouleovu zakonu proizvedena toplina ovisi o kvadratu jakosti struje, pa je za to mjerodavna efektivna vrijednost. Jednako se tako može s pomoću sinusoidne izmjenične struje u elektromotorima proizvesti zakretna sila, jer i ona u motorima izmjenične struje ovisi o kvadratu jakosti struje. No, kako je kemijski učinak (na primjer pri galvanizaciji) ovisan o srednjoj vrijednosti, koja je za sinusoidu jednaka nuli, ne može se izmjeničnom strujom postići spomena vrijedan kemijski učinak. Ipak se energija izmjenične struje može upotrijebiti i za elektrolizu, pa i za ostale aparate koji traže istosmjernu struju, ako se izmjenična struja ispravi. Takva struja sastavljena je, dakle, od samih pozitivnih polovica sinusoide, pa je njezina srednja vrijednost prozvana elektrolitskom srednjom vrijednošću. Računski ona iznosi:
{\displaystyle I_{el\,sr}={\frac {2}{\pi }}\cdot I_{\mathrm {max} }=0,637\cdot I_{\mathrm {max} }}
Pri računima s promjenljivim strujama uvedene su općenito ove prosječne vrijednosti:
aritmetička srednja vrijednost:
{\displaystyle I_{sr}={{\frac {1}{T}}\int _{0}^{T}{i\cdot dt}}}
elektrolitska srednja vrijednost:
{\displaystyle I_{el\,sr}={{\frac {1}{T}}\int _{0}^{T}{|i|\cdot dt}}}
efektivna vrijednost: 
{\displaystyle I={\sqrt {{\frac {1}{T}}\int _{0}^{T}{i^{2}\cdot dt}}}}

### Gustoća električne struje
U mnogim elektrotehničkim problemima često se računa s još jednom veličinom, a to je gustoća električne struje J. Ona je pri linijskim električnim vodičima određena kao broj ampera na jedinicu površine poprečnoga presjeka vodiča (m² ili mm²): 
{\displaystyle J={\frac {I}{S}}}
Obrnuto je onda jakost struje kroz cijeli presjek S jednaka: 
{\displaystyle I=J\cdot S}
U vezi s tom novonavedenom veličinom J, može se općenito i pri prostornom strujanju odrediti jakost struje kroz neki presjek u prostoru. Ako je, naime, prostorno strujanje zadano time što je za svaku točku prostora zadana gustoća J, a to je vektorska veličina, jer osim veličine ima još i određen smjer u prostoru, onda je ukupna struja što prolazi kroz površinu S:
{\displaystyle I=\int \limits _{S}{\vec {J}}\cdot \mathrm {d} {\vec {S}}}

### Energija i snaga izmjenične struje
Energija i snaga izmjenične struje ovise bitno o tome u kakvu je faznom odnosu jakost izmjenične struje prema svojem izmjeničnom naponu. Ako je fazni pomak φ = 0, struja u punom iznosu sudjeluje s naponom u iznosu snage, a ako je φ ≠ 0, djelotvorna je samo komponenta struje I∙cos φ, pa se ona i naziva djelatna komponenta, a I∙sin φ jalova komponenta. 

## Induciranje izmjenične struje
Ako se okvir od metalne žice u obliku pravokutnika okreće oko svoje osi u magnetskom polju, u njemu će se zbog sječenja magnetskih silnica inducirati električni napon. Krajevi okvira neka su spojeni s dva metalna prstena po kojima klize ugljeni štapovi koji se zovu četkice. Inducirani električni napon bit će najveći kada okvir siječe najviše magnetskih silnica, a najmanja, odnosno jednaka nuli, kada nema sječenja magnetskih silnica. Nakon svake polovine okreta metalnog okvira u magnetskom polju s jednim parom polova mijenja se smjer induciranog električnog napona. Spojimo li po redu sve dobivene vrijednosti električnog napona u dijagramu, dobit ćemo sinusoidu koja predočuje tok induciranog električnog napona. Takav električni napon zove se izmjenični napon, a struja koju ona proizvodi zove se izmjenična struja. 
Trenutna vrijednost u induciranog napona određena je kutom φ koji se zove fazni kut, a to je kut što ga čini ravnina okvira prema okomitom položaju na magnetske silnice. Fazni kut φ može se izraziti kutnom brzinom ω i vremenom t, pa je:
{\displaystyle \phi =\omega \cdot t}
Matematički se može opisati:
{\displaystyle u=U_{\mathrm {max} }\cdot \sin \phi =U_{\mathrm {max} }\cdot \sin(\omega \cdot t)}
gdje je: Um - najveća vrijednost induciranog električnog napona.
Slično tome može se za izmjeničnu struju pisati:
{\displaystyle i=I_{\mathrm {max} }\cdot \sin \phi =I_{\mathrm {max} }\cdot \sin(\omega \cdot t)}
Ako je nakon vremena T točka obišla čitavu kružnicu polumjera Um = 1, odnosno prijeđeni put 2 π, onda je:
{\displaystyle 2\cdot \pi =\omega \cdot t}
pa je:
{\displaystyle \omega ={{2\cdot \pi } \over T}=2\cdot \pi \cdot f}
gdje je: ω - kružna frekvencija, a to je broj titraja u 2 π sekunda. Tako je na primjer za izmjeničnu struju, koja ima frekvenciju f = 50 Hz:
{\displaystyle T={1 \over 50}=0,02\,\mathrm {s} }
a:
{\displaystyle \omega =2\cdot \pi \cdot 50=314\,{1 \over \mathrm {s} }}

### Efektivna vrijednost izmjenične struje
Efektivna vrijednost izmjenične struje ona vrijednost koju bi imala istosmjerna struja koja na nekom otporu daje jednaku količinu topline (energije) kao i izmjenična struja na tom istom otporu tijekom trajanja jedne periode. Efektivna vrijednost je vjerojatno najčešće korištena vrijednost izražavanja jakosti električne struje, budući da je najčešće zanimljivo iskazati upravo energiju presenenu električnom strujom. Kako je snaga na trošilu razmjerna kvadratu iznosa električne struje, odnosno također je razmjena i kvadratu iznosa električnog napona, efektivna vrijednost struje je ona čiji kvadrat iznosa je jednak prosječnom kvadratu trenutnog iznosa promatrane izmjenične električne struje.
Kao najčešće korištena, efektivna vrijednost električne struje se označava s I.
{\displaystyle I={\sqrt {{\frac {1}{T}}\int _{0}^{T}{i^{2}\cdot dt}}}}
Za sinusnu izmjeničnu električnu struju vrijede izrazi (pri čemu je amplituda označena s Im):
{\displaystyle I={\frac {I_{\mathrm {max} }}{\sqrt {2}}}=0,707\cdot I_{\mathrm {max} }}
{\displaystyle I_{\mathrm {max} }=I\cdot {\sqrt {2}}=1,41\,I}
Za električni napon vrijedi:
{\displaystyle U={\frac {U_{\mathrm {max} }}{\sqrt {2}}}=0,707\cdot U_{\mathrm {max} }}
Kod izmjenične struje se uobičajeno jakost i napon izražavaju sa svojim efektivnim vrijednostima. Ako je efektivna vrijednost napona 220 V, onda je:
{\displaystyle U_{\mathrm {max} }=220\cdot 1,41=310\,\mathrm {V} }
Mjerni instrumenti koji služe za mjerenje izmjenične struje, na primjer sa zagrijanom žicom ili s mekim željezom, pokazuju uobičajeno efektivnu vrijednost, ako nije drugačije naznačeno.

### Induktivni otpor u krugu izmjenične struje
Samoindukcija u krugu izmjenične struje prouzrokuje njeno slabljenje i stvara prividan otpor koji se zove induktivni otpor, a označuje se s RL.  Osim toga, induktivni otpor prouzrokuje da električna struja i napon nisu u fazi, to jest da se njihove promjene ne zbivaju istovremeno. Struja zaostaje za naponom i ima najveću vrijednost tek onda kad napon već pada. Kad napon padne na nulu, struja još uvijek teče jer je podržava napon samoindukcije u električnoj zavojnici. U strujnom krugu s induktivitetom struja zaostaje za naponom. Taj fazni pomak može biti od 0° do 90°. Ako u krugu izmjenične struje imamo samo induktivni otpor, struja zaostaje u fazi za naponom za 90°. Strujni krugovi s induktivitetom zovu se induktivni strujni krugovi. Pokusi pokazuju da je induktivni otpor to veći što je veći induktivitet L i što je veća frekvencija izmjenične struje. Induktivni otpor izračunava se po jednadžbi:
{\displaystyle R_{L}=2\cdot \pi \cdot f\cdot L=\omega \cdot L}
Mjerna jedinica je om (Ω).

### Kapacitivni otpor
Spojimo li električni kondenzator na izvor istosmjerne struje, poteći će samo kratkotrajna struja, što može pokazati galvanometar svojim naglim otklonom. Ta struja teče samo dotle dok se oblozi kondenzatora nabiju na isti električni napon koju ima izvor struje. Prema tome, kondenzator u krugu istosmjerne kruge stvara prekid struje, on za istosmjernu struju predstavlja neizmjerno velik električni otpor.  
Drugačija je stvar ako električni kondenzator priključimo na izvor izmjenične struje. Kondenzator će se za vrijeme prvog poluperioda izmjenične struje nabijati i to dotle dok napon na oblozima kondenzatora bude jednaka naponu izvora struje. Za vrijeme drugog poluperioda, kad napon izvora struje ima suprotan smjer, kondenzator će se izbiti, a zatim nabiti u protivnom smjeru. To se nabijanje i izbijanje neprestano ponavlja, pa se polaritet na oblozima kondenzatora neprestano mijenja. Time vidimo da u ovom strujnom krugu neprestano teče električna struja nabijanja i izbijanja, to jest električni kondenzator propušta izmjeničnu struju. Kod ukapčanja poteče najjača struja koja sve više pada kako napon kondenzatora raste. Kad je napon kondenzatora najveći, jakost električne struje je jednaka nuli. Kada napon izvora struje promijeni smjer, kondenzator se počne prazniti, a struja teče u protivnom smjeru. Napon kondenzatora pada, a jakost struje raste. Kako se sada kondenzator nabija u suprotnom smjeru, njegov napon raste, a jakost struje pada. Konačno se kondenzator potpuno nabije, napon mu je najveći, a jakost struje padne na nulu. 
Iz toga vidimo da električni kondenzator u krugu izmjenične struje ne sprečava prolaz struje, ali izaziva zaostajanje napona iza struje. Taj fazni pomak može biti od 0° do 90°. Ako u krugu izmjenične struje imamo samo kapacitivni otpor napon zaostaje u fazi za strujom za 90°. Pokusi pokazuju da je kapacitivni otpor obrnuto proporcionalan s frekvencijom izmjenične struje i s kapacitetom kondenzatora. Kapacitivni otpor RC izračunava se iz jednadžbe:
{\displaystyle R_{C}={\frac {1}{2\cdot \pi \cdot f\cdot C}}={\frac {1}{\omega \cdot C}}}
Mjerna jedinica je om (Ω).

### Ohmov zakon za izmjeničnu struju
Ako se u strujnom krugu izmjenične struje nalaze u seriji omski R, induktivni RL i kapacitivni RC otpori, onda jakost električne struje ovisi o veličini pojedinih otpora. 
Ako je induktivni otpor veći od kapacitivnog, nadvladat će induktivni otpor, i struja će zaostajati za naponom, ali u manjoj mjeri nego kad bi bio samo induktivni otpor u strujnom krugu. Obratno će biti ako je kapacitivni otpor veći. Struja će tada prethoditi naponu. Ako je induktivni otpor jednak kapacitivnom, oni se kao suprotni i jednaki međusobno poništavaju, pa u strujnom krugu postoji samo omski otpor. Omski otpor je stvarni otpor kojim se neki električni vodič suprotstavlja protjecanju struje. 
Induktivni i kapacitivni otpor su prividni otpori, jer se sva energija koja se utroši na njihovo savlađivanje ponovo vraća u strujni krug. Naime, kod induktivnog otpora stvara se magnetsko polje kojega se energija nakon njegova nestanka vraća u obliku struje natrag u strujni krug. Ista je stvar i kod kapacitivnog otpora gdje se stvara električno polje. 
Ukupni otpor ovakvog strujnog kruga, u koji su serijski uključeni omski, induktivni i kapacitivni otpori, zove se električna impedancija koja se označava sa Z, a izračunava po jednadžbi:
{\displaystyle Z^{2}=R^{2}+(R_{L}-R_{C})^{2}}
pa je jakost električne struje I:
{\displaystyle I={\frac {U}{Z}}}
To je opći oblik Ohmova zakona za istosmjernu i za izmjeničnu struju.

## Gospodarski značaj
Značaj i prednosti izmjenične struje je isticao Nikola Tesla, iako se pri tome morao oduprijeti velikom pritisku američkog izumitelja Thomasa Alva Edisona. Članak War of Currents opisuje na engleskom tijek Tesline borbe da uvede u primjenu izmjeničnu struju i njene prednosti.

### Prijenos energije
Jedna gospodarska prednost izmjeničnih struja je ta da se izmjenične struje mogu učinkovito, uz vrlo male gubitke, prenositi na velike udaljenosti. Naime za prijenos snage nije važan ni samo iznos napona, ni samo iznos struje, već njihov umnožak. Gubitci prijenosnom vodiču ovise o neizbježnom otporu vodiča i kvadratu struje koja kroz njega protiče. Dakle, uz povećanje napona i odgovarajuće smanjenje struje moguće je prenositi istu snagu uz manje gubitke. Povećanje napona se za izmjenične struje može vrlo jednostavno može provesti u transformatorima.
U Republici Hrvatskoj je odlukom Ministra gospodarstva od 2. ožujka 2000. g. objavljenoj u Narodnim novinama, propisano da se električna energija koja se isporučuje kućanstvima spojenima na niskonaponsku električnu mrežu isporučuje pri frekvenciji 50 Hz i naponu između faznih vodiča i zemlje od 230 V ±10%.

### Višefazni sustav izmjeničnih struja
Istovremenom proizvodnjom nekoliko struja koje su međusobno fazno pomaknute postiže se veća učinkovitost električnih generatora i motora, to jest uz istu veličinu i masu stroja moguće je postići veću snagu. Ova činjenica se koristi recimo u automobilima koji iako imaju instalaciju za istosmjernu struju koriste mali trofazni sinkroni generator (takozvani alternator) za proizvodnju električne energije koja se potom ispravlja ispravljačem u istosmjernu struju.

#### Trofazna struja
Izmjenična struja koja teče jednim zatvorenim strujnim krugom često se naziva jednofaznom, kako bi se istaknula razlika prema višefaznim strujama. Od svih višefaznih struja najveću važnost ima u općoj elektrifikaciji trofazna struja. Trofazna je struja sustav triju sinusoidno promjenljivih struja koje su vremenski jedna prema drugoj fazno pomaknute za 1/3 periode, što u grafičkom prikazu odgovara faznomu kutu od 120°. Prema tome to nije jedna, nego su to tri struje koje se u električnom generatoru zajednički proizvode, dalekovodom zajednički prenose i predaju potrošačima.

### Indukcijski motori s okretnim magnetskim poljem
Puno bitnija prednost višefaznog sustava izmjeničnih struja je da se tim sustavom jednostavno porizvodi okretno magnetsko polje koje omogućuje izgradnju električnih strojeva (generatora i motora) bez kolektora i četkica. Takvi strojevi odlikuju se velikom pouzdanošću, trajnošću i višom učinkovitošću od kolektorskih strojeva.

### Bežični prijenos energije i informacija
Posljedica protjecanja izmjenične struje je i odašiljanje elektromagnetskih valova, što je Nikola Tesla uočio i primijenio za prijenos energije bez žica. Ako se iznos tako prenesene energije mijenja, moguće je na bežični način prijemnoj strani slati dogovorene signale. Tako se može prenositi telegrafske kodove, glas, upravnjati udanjenim strojevima i automatima, prenositi sliku i druge oblike informacija. I to je Tesla uočio i uspješno pokazao izgradivši radioupravǉani model broda. O tome kome pripada zasluga za izum radija (to jest kome pripadaju odgovarajući patenti) također se vodila bitka. Guglielmo Marconi je tvrdio da zasluga pripada njemu, no nakon duge pravne borbe Vrhovni sud Sjedinjenih američkih država je ipak presudio u korist Nikole Tesle. Raspravu o tome možete naći u članku na engleskom Invention of Radio.

## Poveznice
- Efektivna vrijednost električnog napona i struje
- Trofazna struja